# Moyen Empire
~ 2033 – 1786/1735 av. J.-C.
Entités précédentes :
- Première Période intermédiaire

Entités suivantes :
- Deuxième Période intermédiaire

Le Moyen Empire est une période de l'histoire de l'Égypte antique qui suit la Première Période intermédiaire et précède la Deuxième Période intermédiaire. Il couvre une période allant des environs de 2033 à 1786 av. J.-C. et connaît deux ou trois dynasties :
- la fin de la XIe dynastie (2106 à 1963 av. J.-C.) : ce n'est que sous Montouhotep II, vers 2033 av. J.-C., lorsque le pays est réunifié, que l'on considère que la Première Période intermédiaire prend fin et que débute le Moyen Empire[1] ;
- la XIIe dynastie (1963 à 1786 av. J.-C.) : âge d'or du Moyen Empire ;
- le début de la XIIIe dynastie : parfois entièrement considérée comme faisant partie de la Deuxième Période intermédiaire, le début de la XIIIe dynastie semble régner sur une Égypte unifiée, même si la succession de ses rois est confuse et rapide.

Le Moyen Empire est une période de prospérité. La capitale est d'abord située à Thèbes, d'où sont originaires les rois de la XIe dynastie, puis à Itchtaouy au sud de Memphis.
Les dieux principaux de l'époque sont Montou, le faucon belliqueux adoré à Erment, à Médamoud et à Thèbes, ainsi qu'Amon vénéré à Thèbes. La première construction thébaine a lieu sur la rive ouest du Nil, avec le temple funéraire de Montouhotep II bâti dans le cirque rocheux de Deir el-Bahari.
La période est ouverte sur le Proche-Orient, vers lequel de nombreuses expéditions sont envoyées. Les principaux souverains qui les conduisent sont les Sésostris et les Amenemhat.
C'est à cette époque que sont construites par Sésostris Ier les fondations du sanctuaire de Karnak. Les rois du Nouvel Empire les détruiront pour construire le Karnak actuel.

## Histoire politique

### Réunification de l'Égypte sous laXIedynastie
Avec l'effondrement de l'Ancien Empire, l'Égypte est entrée dans une période de faible pouvoir pharaonique et de décentralisation, appelée la Première Période intermédiaire. À la fin de cette période, deux dynasties rivales, connues dans l'égyptologie sous les noms de Xe et XIe dynasties, se battent pour le contrôle du pays. La XIe dynastie, originaire de Thèbes, ne règne dans le sud de l'Égypte que de la première cataracte au dixième nome de la Haute-Égypte. Au nord, la Basse-Égypte est gouvernée par la Xe dynastie, rivale, d'Héracléopolis Magna.

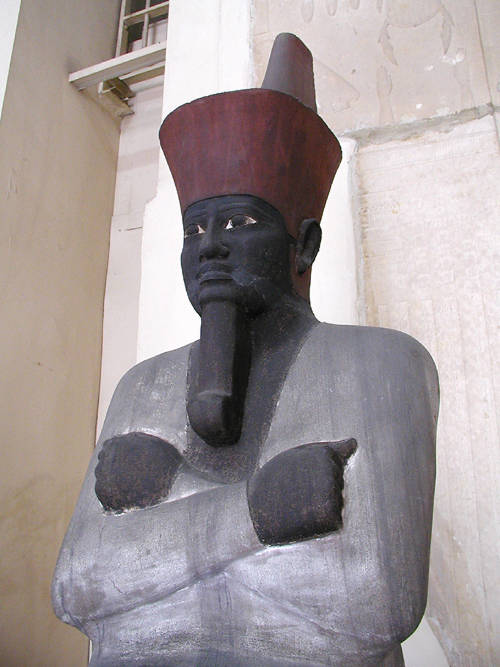
Statue de Montouhotep II trouvée dans son temple funéraire de Deir el-Bahari - Musée égyptien du Caire.

La lutte est conclue par Montouhotep II, qui, pendant la quatorzième année de son règne, profite d'une révolte dans le nome de Thinis pour lancer une attaque contre Héracléopolis Magna. Il rencontre peu de résistance et renverse les derniers dirigeants de cette dynastie rivale. Montouhotep II peut alors consolider son pouvoir sur toute l'Égypte, un processus qu'il achève lors de la 39e année de son règne. Pour cette raison, Montouhotep II est considéré comme le fondateur du Moyen Empire, par les égyptologues modernes autant que par les anciens Egyptiens. En effet, les listes royales d'Abydos et de Saqqarah, qui ne présentent que les rois considérés comme légitimes et ayant gouverné une Égypte unifiée, font commencer systématiquement le Moyen Empire par Montouhotep II.
Montouhotep II commande de petites campagnes vers le sud jusqu'à la deuxième cataracte en Nubie, qui a gagné son indépendance pendant la Première Période intermédiaire. Il restaure également l'hégémonie égyptienne sur la région du Sinaï, qui avait été perdue par l'Égypte à la fin de l'Ancien Empire. Pour consolider son autorité, il restaure le culte du souverain, se présentant comme un dieu vivant, portant les coiffes d'Amon et de Min. Il meurt après un règne de cinquante-et-un ans et transmet le trône à son fils, Montouhotep III.
Montouhotep III ne règne que douze ans, au cours desquels il continue à conforter la domination thébaine sur toute l'Égypte. Il construit une série de forts dans la région du Delta oriental pour protéger l'Égypte des menaces venant d'Asie. Il envoie la première expédition au Pays de Pount de la période du Moyen Empire, au moyen de navires construits à l'extrémité de la vallée de l'ouadi Hammamat, sur la mer Rouge.
Montouhotep IV, dont le nom est systématiquement omis de toutes les listes royales anciennes, succède à Montouhotep III. Le lien entre les deux souverains est mal connu, mais il est probable qu'ils soient apparentés comme père et fils ou frères. Le Canon royal de Turin affirme qu'après Montouhotep III il y a « sept années sans roi ». Malgré cette absence, son règne est attesté par des inscriptions gravées dans la vallée du ouadi Hammamat, qui témoignent d'expéditions sur la côte de la mer Rouge et de carrières de pierre pour les monuments royaux. Le chef de cette expédition est le vizir Amenemhat, qui est aujourd'hui considéré comme le futur pharaon Amenemhat Ier, premier roi de la XIIe dynastie,.

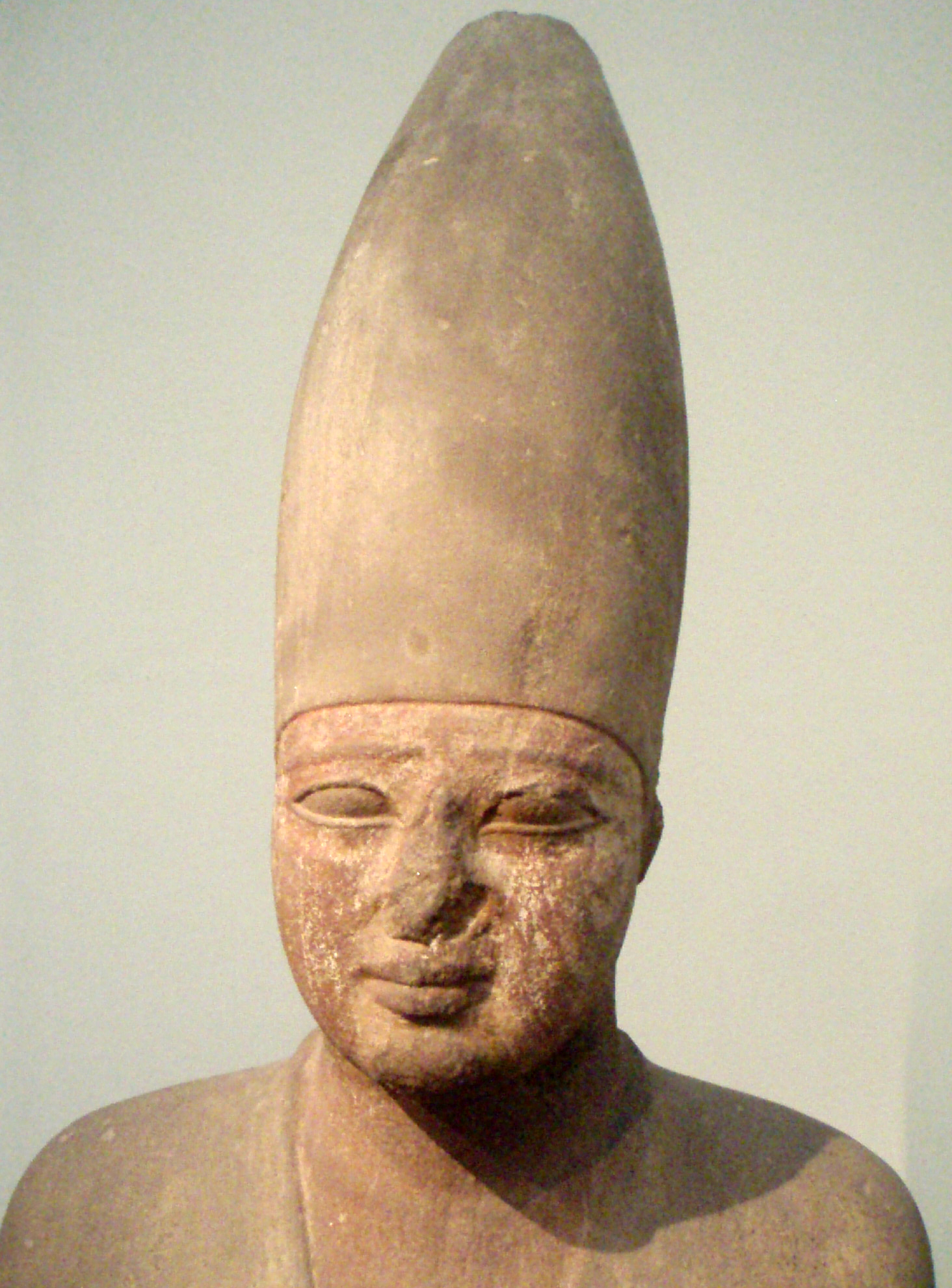
Détail du colosse osiriaque de Montouhotep III - Musée des Beaux-Arts (Boston).

L'absence de Montouhotep IV des listes de rois a suscité une théorie selon laquelle Amenemhat Ier aurait usurpé le trône. Il n'existe pas de récit contemporain de ce conflit, mais des preuves indiquent qu'une guerre civile est survenue à la fin de la XIe dynastie. Des inscriptions laissées par un certain Nehry, le Haty-a d'Hermopolis, suggèrent qu'il a été attaqué en un lieu appelé Shedyet-sha par les forces du roi régnant, mais que ses forces l'ont emporté. Khnoumhotep Ier, un fonctionnaire employé sous Amenemhat Ier, affirme avoir participé à une flotte de vingt navires envoyée pour pacifier la Haute-Égypte. L'égyptologue Donald Bruce Redford a suggéré que ces événements étaient la preuve d'une guerre ouverte entre les deux prétendants au trône. Ce qui est certain, c'est qu'Amenemhat Ier n'était pas de sang royal. Plusieurs indices (la Prophétie de Néferti et le nom de la mère du roi) laissent penser qu'il est issu d'une région située au sud de Thèbes, et d'une mère nubienne.

### XIIedynastie

#### Débuts de laXIIedynastie
À partir de la XIIe dynastie, les pharaons mettent sur pied des armées bien entraînées qui comprennent des contingents nubiens. Celles-ci forment la base de forces plus importantes qui sont levées pour défendre le pays contre une invasion, ou pour des expéditions sur le Nil ou à travers le Sinaï. Cependant le Moyen Empire est essentiellement défensif dans sa stratégie militaire, avec des fortifications construites au niveau de la première cataracte du Nil, dans le Delta et à travers l'isthme du Sinaï.

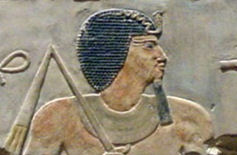
Détail d'une fresque issue du temple funéraire d'Amenemhat Ier à Licht.

Au début de son règne, Amenemhat Ier est contraint de faire campagne dans la région du delta, qui n'avait pas reçu autant d'attention que la Haute-Égypte sous la XIe dynastie. En outre, il renforce les défenses entre l'Égypte et l'Asie, en construisant des fortifications dans la région orientale du Delta. Peut-être en réponse à une constante agitation, à moins que ce ne soit pour se rapprocher des puissants nomarques de Moyenne-Égypte dont le soutien mais aussi le contrôle lui sont nécessaires, Amenemhat Ier construit une nouvelle capitale dans le nord, connue sous le nom d'Amenemhat Itchtaouy, ou Amenemhet, Saisisseur des Deux Terres. L'emplacement de cette capitale est inconnu, mais on peut supposer qu'elle se trouve à proximité de la nécropole de l'actuelle ville de Licht. Comme Montouhotep II, Amenemhat Ier renforce sa prétention à l'autorité par la propagande. En particulier, la prophétie de Néferti, datée de cette époque, prétend être l'oracle d'un prêtre de l'Ancien Empire, qui prédit qu'un roi surgira de l'extrême sud de l'Égypte pour restaurer le royaume après des siècles de chaos, ce roi étant assimilé à Amenemhat Ier.

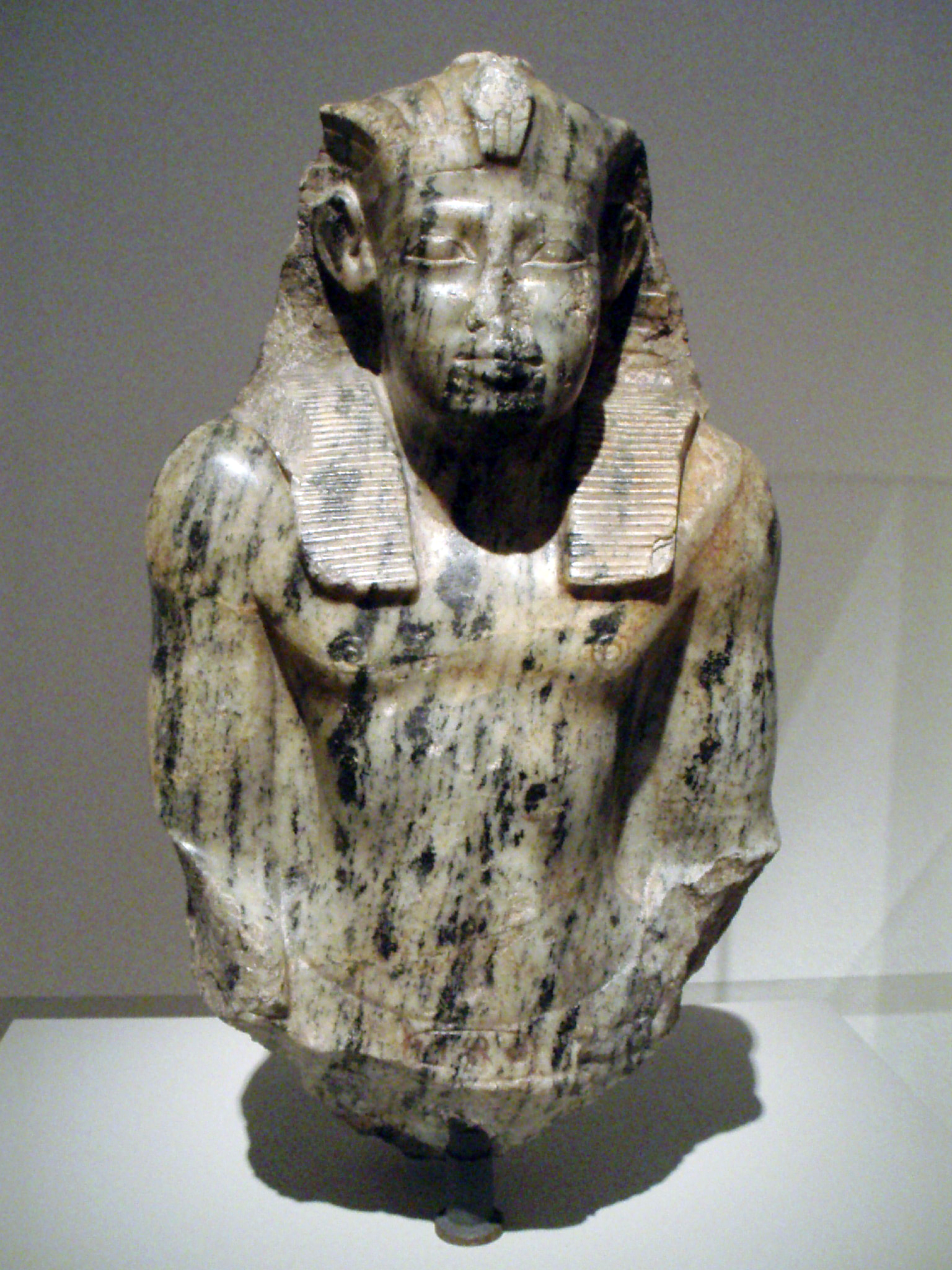
Statue de Sésostris Ier - Musée égyptien de Berlin.

Malgré sa propagande, Amenemhat Ier ne détient pas un pouvoir absolu comme les pharaons de l'Ancien Empire. Au cours de la Première Période intermédiaire, les gouverneurs des nomes de l'Égypte, les nomarques, ont acquis un pouvoir considérable. Leurs postes étaient devenus héréditaires et certains nomarques avaient conclu des alliances de mariage avec les nomarques des nomes voisins. Pour renforcer sa position, Amenemhat Ier exige l'enregistrement des terres, modifie les frontières des nomes et nomme des nomarques directement lorsque les postes sont vacants. Mais il conserve le système des nomarques, probablement pour apaiser ceux qui le soutiennent . Cela donne au Moyen Empire une organisation plus féodale que celle qu'avait l'Égypte avant ou qu'elle aura par la suite. Il choisit de faire construire sa pyramide à Licht, proche de sa capitale. Dans la vingtième année de son règne, Amenemhat Ier fait de son fils Sésostris Ier son corégent, initiant une pratique qui sera reprise par la suite durant le Moyen Empire. Au cours de la trentième année de règne d'Amenemhat Ier, il est vraisemblablement assassiné dans une conspiration de palais. Sésostris Ier, alors en campagne contre les envahisseurs libyens, se précipite à Itchtaouy pour empêcher une prise de pouvoir du gouvernement.
Sous son règne, Sésostris Ier continue à nommer directement les nomarques. Il réduit l'autonomie des prêtres locaux en construisant des lieux de culte dans toute l'Égypte. Sous son règne, les armées égyptiennes poussent vers le sud en Nubie jusqu'à la deuxième cataracte, construisant un fort frontalier à Bouhen et intégrant toute la Basse-Nubie comme colonie égyptienne. À l'ouest, il consolide son pouvoir sur les oasis et étend ses contacts commerciaux à la Syro-Palestine jusqu'à Ougarit. Il choisit de faire construire sa pyramide également à Licht. Durant sa 43e année de règne, Sésostris Ier nomme Amenemhat II comme corégent, avant de mourir durant la 46e année de son règne.

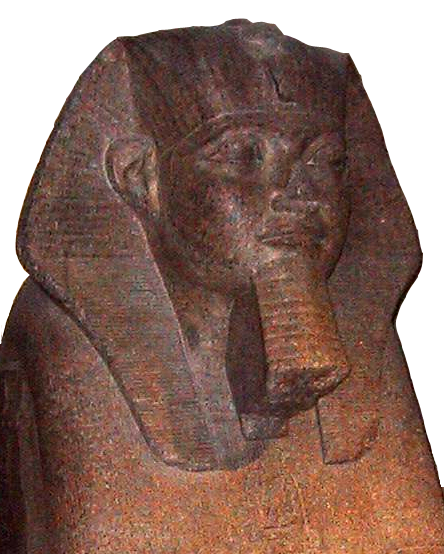
Sphinx attribué à Amenemhat II - Musée du Louvre.

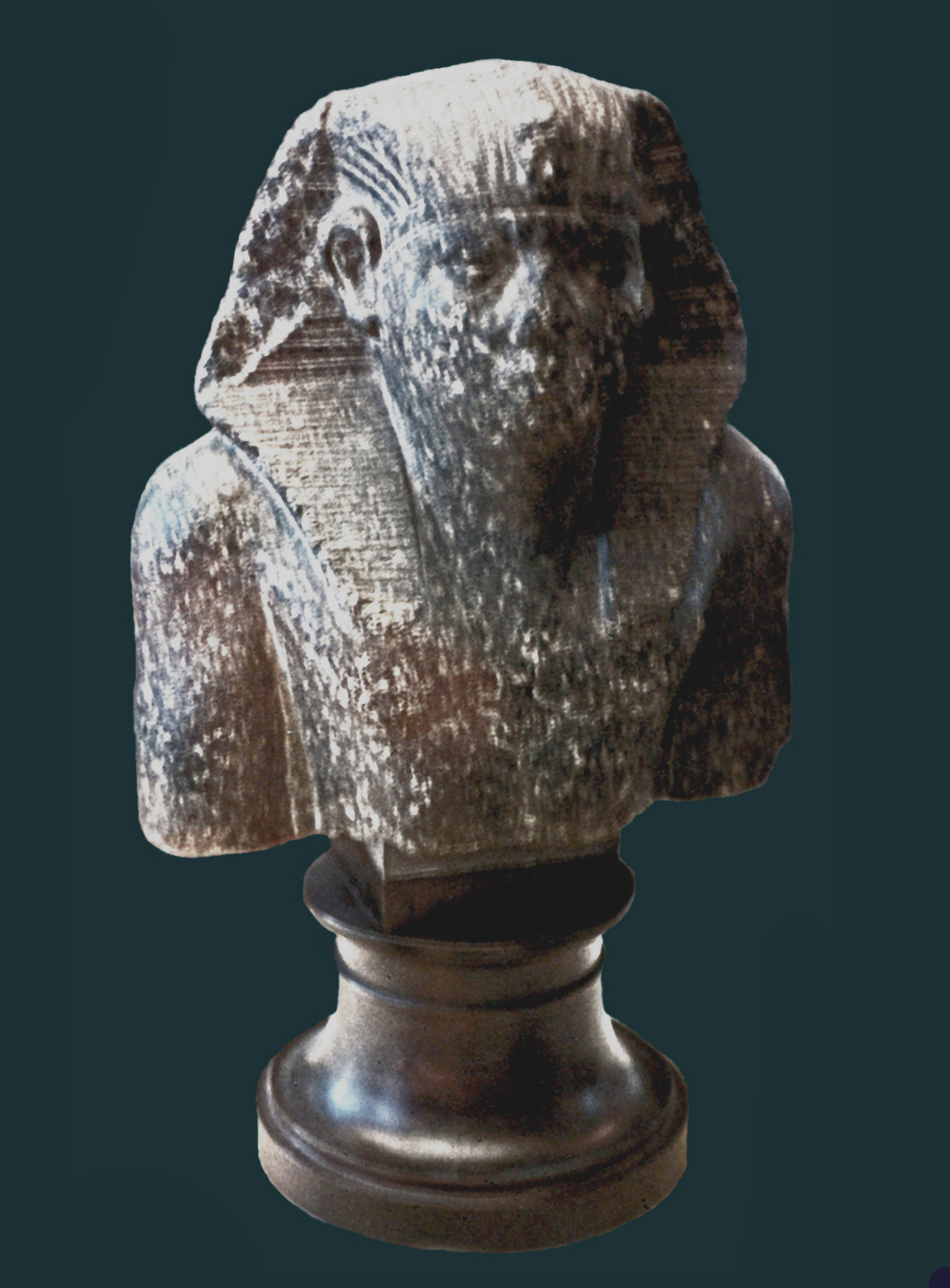
Partie haute d'une statue de Sésostris II.

Le règne d'Amenemhat II a été qualifié de pacifique, mais les archives de son genut, ou livre de chevet, ont jeté le doute sur cette évaluation. Parmi ces documents conservés sur les murs des temples de Tôd et de Memphis, on trouve des évocations de traités de paix avec des villes syro-palestiniennes et de conflits militaires avec d'autres. Au sud, Amenemhat II envoie une campagne à travers la Basse-Nubie pour inspecter la région. Il ne semble pas qu'Amenemhat II ait poursuivi la politique de ses prédécesseurs de nommer des nomarques, mais qu'il les ait laissés redevenir héréditaires. Une autre expédition au Pays de Pount date de son règne. Il choisit de faire construire sa pyramide à Dahchour, devenant ainsi le premier roi à construire son tombeau sur ce site après le roi Snéfrou de la IVe dynastie. Durant la 33e année de son règne, il nomme corégent son fils Sésostris II.
Il n'existe aucune preuve d'activité militaire sous le règne de Sésostris II. Ce roi semble plutôt s'être concentré sur les questions intérieures, en particulier l'irrigation de l'oasis du Fayoum. Le projet visait à transformer le Fayoum en une bande de terre agricole productive. Sésostris II érige finalement sa pyramide à El-Lahoun, près de la séparation entre le Nil et le principal canal d'alimentation de l'oasis du Fayoum, le Bahr Youssef. Son règne dure seulement quinze ans, ce qui explique le caractère incomplet de beaucoup de ses constructions. Son fils Sésostris III lui succède.

#### Apogée du Moyen Empire

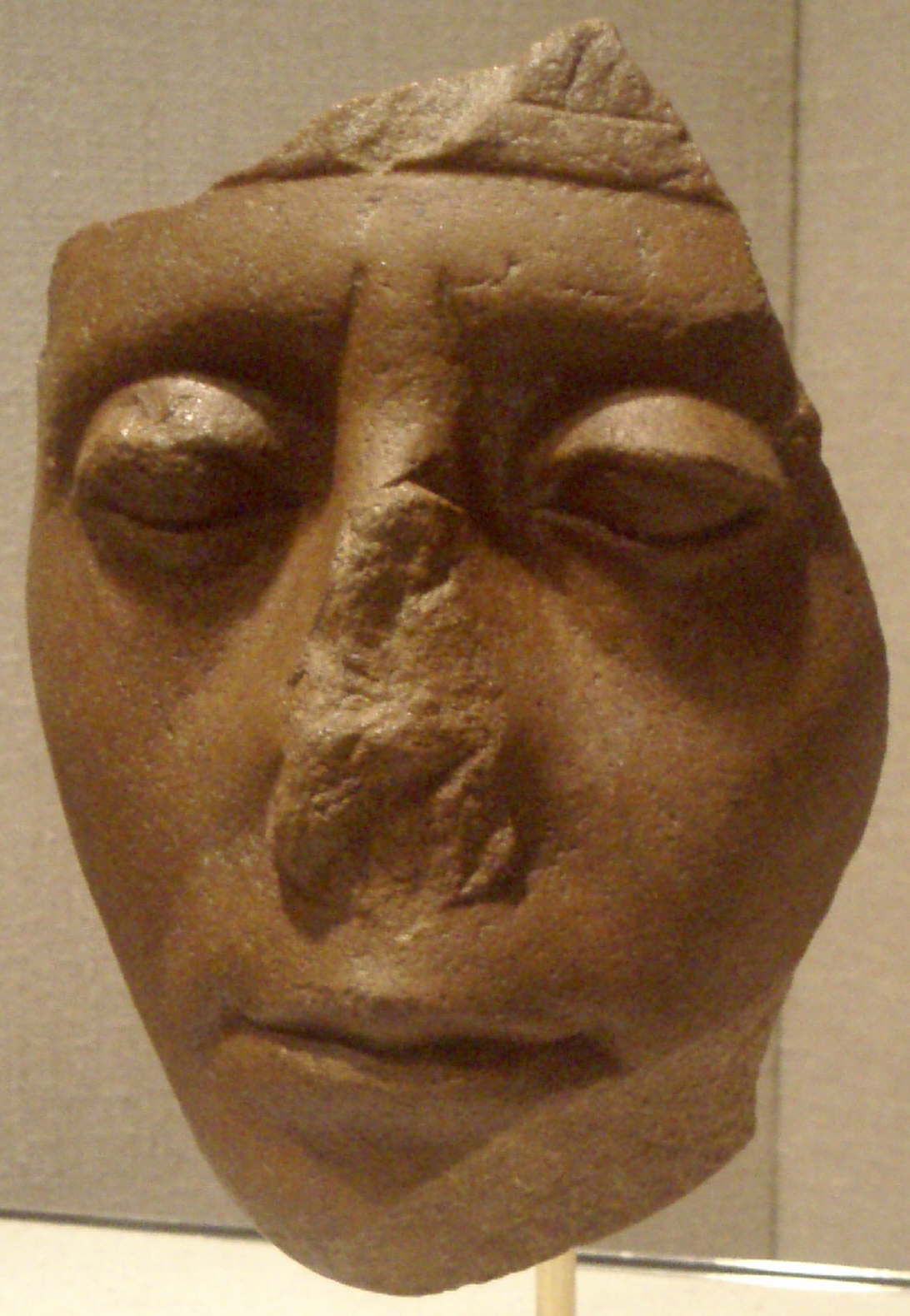
Fragment de la tête d'une statue de Sésostris III – Metropolitan Museum of Art.

Le nom de Sésostris III, en égyptien Sénousert, a été hellénisé par les historiens grecs en Sésostris, toujours en usage dans la vulgarisation scientifique. La durée du règne de Sésostris III reste une question ouverte. Après la 19e année de son règne, son fils Amenemhat III hérite du pouvoir. On considère donc en général cette dix-neuvième année comme l'ultime date attestée de son règne. Cependant, une référence à une année 39 sur un fragment trouvé dans les débris du temple mortuaire de Sésostris III suggère la possibilité d'une longue corégence avec son fils.
Sésostris III est un roi guerrier, souvent en campagne lui-même. Durant la huitième année de son règne, il fait creuser un chenal dans la cataracte pour que sa flotte puisse passer lors de son expédition militaire en Haute-Nubie. Il s'en sert pour lancer quatre campagnes-éclair en Nubie, lors des années 10, 16 et 19 de son règne. Après ses victoires, Sésostris III construit une série de forteresses massives pour établir la frontière formelle entre les conquêtes égyptiennes et la Nubie non conquise. Le personnel de ces forts est chargé d'envoyer des rapports fréquents à la capitale sur les mouvements et les activités des indigènes Medjaÿ. Plusieurs de ces rapports ont été conservés et révèlent à quel point les Égyptiens tenaient à surveiller leur frontière sud. Les Medjaÿ n'étaient pas autorisés à se rendre au nord de la frontière par bateau, et ne pouvaient pas entrer par voie terrestre avec leurs troupeaux. Mais ils étaient autorisés à se rendre dans les forts locaux pour y faire du commerce. Sésostris III envoie une autre campagne lors de la 19e année de son règne, mais rebrousse chemin en raison des niveaux du Nil anormalement bas qui empêchent ses navires de manœuvrer. Sur cette frontière, Sésostris III sera vénéré comme un dieu patron par les colons égyptiens pendant plus d'un millénaire.
Un soldat de Sésostris III a également fait mémoire d'une campagne en Palestine, peut-être contre Sichem. C'est la seule référence à une campagne militaire au Proche-Orient dans toute la littérature du Moyen Empire.
Sur le plan intérieur, Sésostris III a le mérite d'avoir conduit une réforme administrative donnant plus de pouvoir aux personnes nommées par le gouvernement central qu'aux autorités régionales. L'Égypte est divisée en trois régions administratives : le Nord, le Sud et la Tête du Sud (soit peut-être : la Basse-Égypte, la partie nord de la Haute-Égypte anciennement contrôlée par les rois héracléopolitains des IXe et Xe dynasties, et la partie sud de la Haute-Égypte anciennement contrôlée par les premiers rois thébains de la XIe dynastie). Chaque région est administrée par un premier rapporteur, un second rapporteur, une sorte de conseil (le Djadjat) et un personnel de fonctionnaires mineurs et de scribes. Le pouvoir des nomarques semble diminuer de façon permanente pendant son règne. Certains en ont déduit que le gouvernement central les a finalement supprimés, mais rien ne le prouve.
La pyramide de Sésostris III a été elle aussi construite à Dahchour, sur sa décision, non loin de la pyramide d'Amenemhat II, son grand-père.

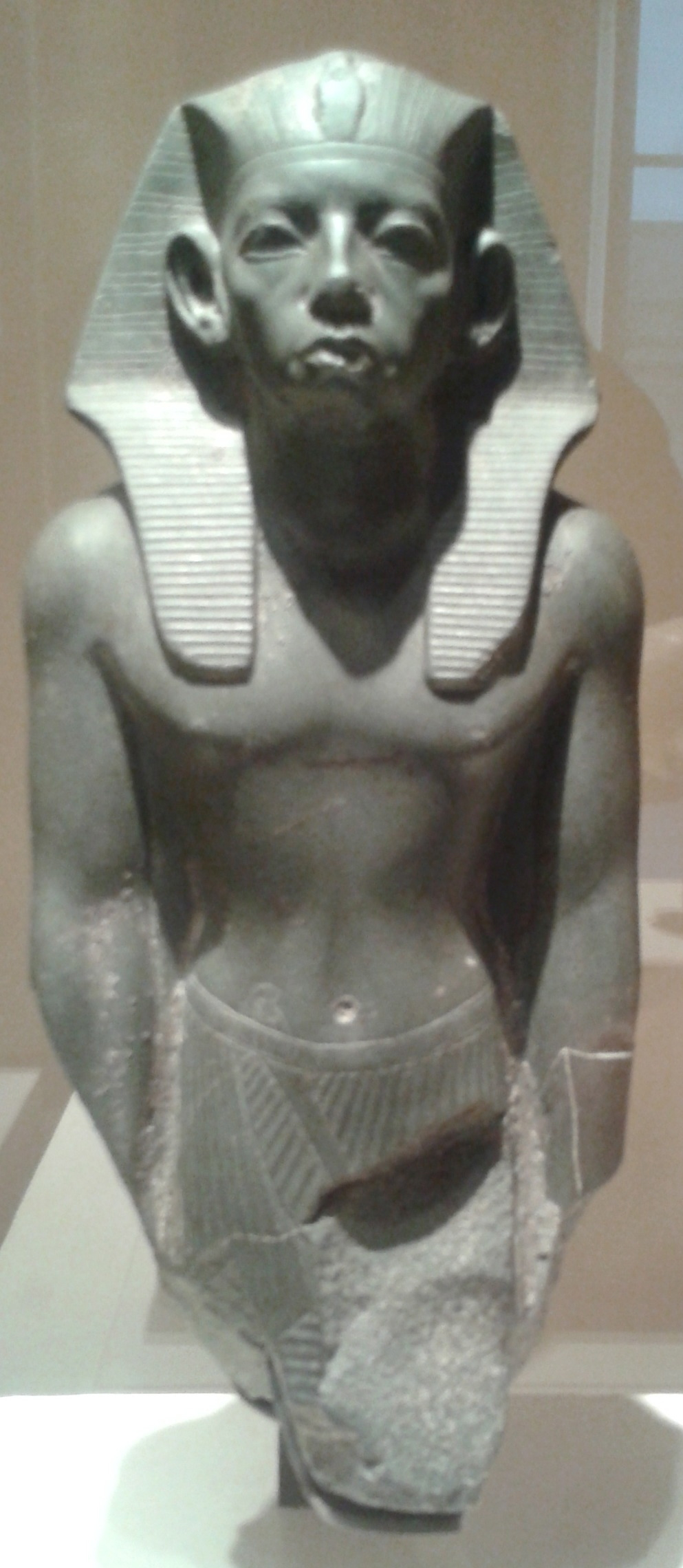
Statue de Amenemhat III – Musée du Louvre.

Le règne d'Amenemhat III marque l'apogée de la prospérité économique du Moyen Empire. Son règne est remarquable par le degré auquel l'Égypte a exploité ses ressources. Les mines du Sinaï, qui n'étaient auparavant utilisées que par des expéditions intermittentes, sont exploités de manière semi-permanente, comme en témoigne la construction de maisons, de murs et de cimetières locaux. Il y a vingt-cinq références distinctes à des expéditions minières dans le Sinaï, et quatre à des expéditions dans le Ouadi Hammamat, dont l'une comptait plus de deux mille travailleurs. Amenemhat III renforce les défenses de son père en Nubie et poursuit le projet de mise en valeur de l'oasis du Fayoum. Dans un premier temps, il fait construire sa pyramide à Dahchour, non loin de celles de son père et de son arrière-grand-père. Puis il change de lieu et fait construire une nouvelle pyramide à Hawara, dont le temple funéraire est si grand qu'il sera appelé Labyrinthe par Hérodote.

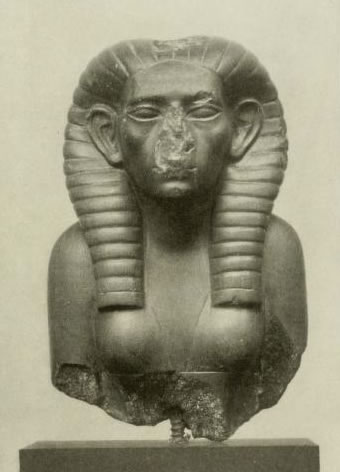
Partie haute d'une statue de Néférousobek.

Après un règne de quarante-cinq ans, Amenemhat III est remplacé par Amenemhat IV, dont le règne de neuf ans est mal attesté. Il est clair que le pouvoir dynastique commence à s'affaiblir. Plusieurs explications ont été proposées à cela. Les archives contemporaines des crues du Nil indiquent que la fin du règne d'Amenemhat III a été marquée par une sècheresse qui a contribué à déstabiliser la dynastie. De plus, Amenemhat III a eu un règne excessivement long, ce qui tend à créer des problèmes de succession. Ce dernier élément explique peut-être pourquoi Amenemhat IV est remplacé par la reine Néférousobek, la première souveraine d'Égypte historiquement attestée. Mais Néférousobek ne règne pas plus de quatre ans. Et comme elle n'a apparemment pas d'héritier, à sa mort la XIIe dynastie prend soudainement fin, tout comme l'âge d'or du Moyen Empire. L'emplacement des pyramides de ces deux souverains est inconnu, même si certains ont avancé, sans preuve tangible, que les pyramides sud et nord de Mazghouna étaient celles d'Amenemhat IV et de Néférousobek. Cette reine est d'ailleurs considérée par les Égyptiens des époques suivantes comme la dernière souveraine légitime du Moyen Empire. En effet, les listes royales d'Abydos et de Saqqarah, ne montrant que les souverains légitimes (Hatchepsout et les rois amarniens sont absents) et ayant régné sur une Égypte unifiée, s'arrête à Néférousobek.

### Déclin vers la Deuxième Période intermédiaire
Après la mort de Néférousobek, la succession des rois est confuse. On a longtemps considéré Ougaf comme le premier roi de la XIIIe dynastie, en suivant le Canon royal de Turin. Mais des chercheurs comme Kim Ryholt et Darrell Baker pensent que le successeur de la reine Néférousobek est plutôt Sekhemrê-Khoutaouy Amenemhat-Sobekhotep, qui semble avoir régné au début de la XIIIe dynastie,. Ils expliquent ceci par le fait que le nom de Nesout-bity de Sobekhotep II est Sekhemrê-Khoutaouy, alors que celui d'Ougaf est Khoutaouyrê. Ainsi le scribe aurait interverti les deux noms par confusion. Quoi qu'il en soit, à partir de ce règne, l'Égypte est gouvernée par une série de rois éphémères pendant dix à quinze ans. Les sources égyptiennes les considèrent comme les premiers rois de la XIIIe dynastie, bien que le terme dynastie soit trompeur, car la plupart des rois de cette dynastie n'étaient pas liés. Leurs noms sont attestés par des monuments et graffitis, et leur ordre de succession n'est connu que par le Canon royal de Turin, sans certitude absolue.

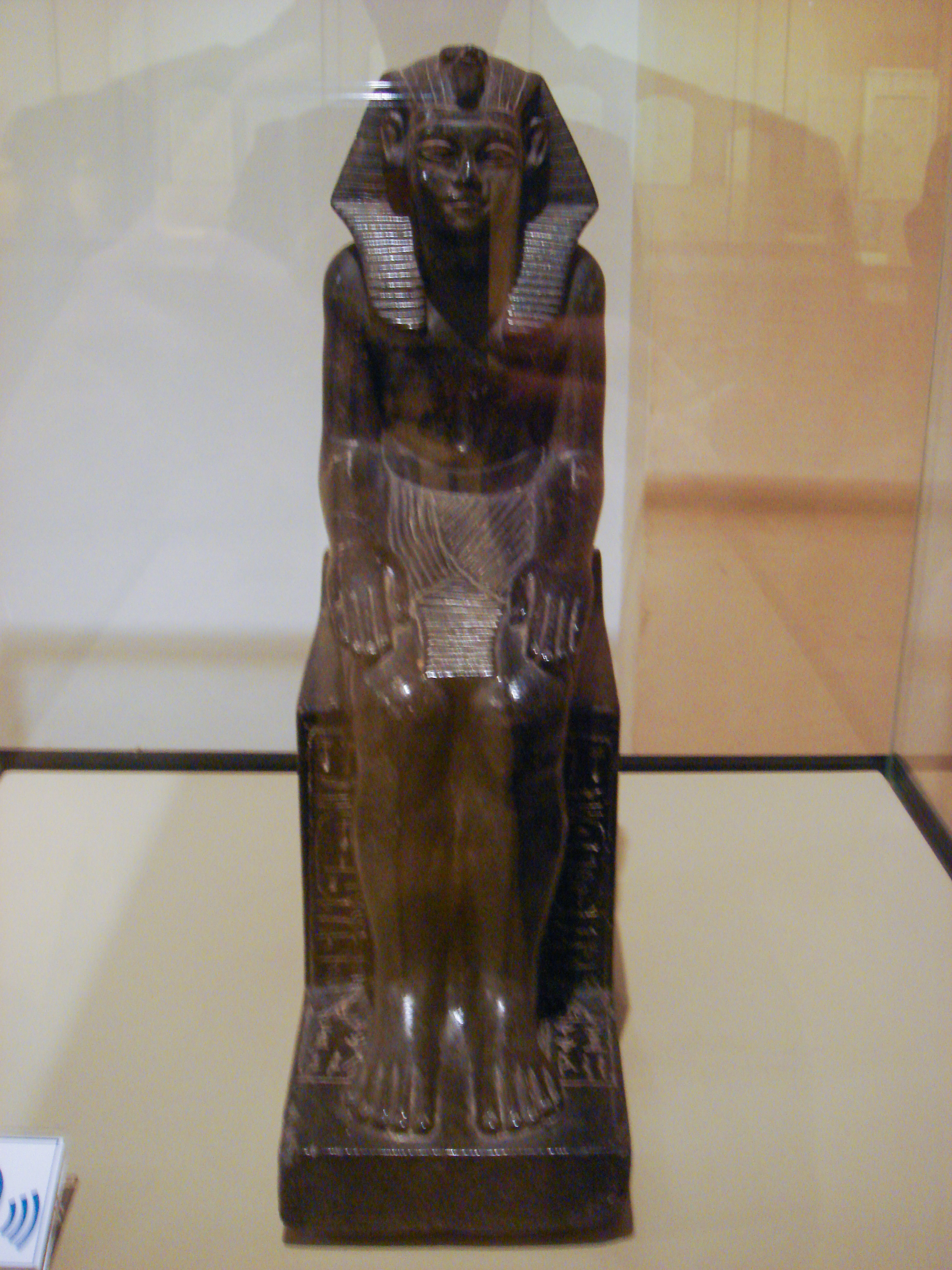
Statue de Néferhotep Ier - Musée archéologique de Bologne.

Après le chaos dynastique initial, une série de rois mieux attestés règnent plus longtemps, pendant environ cinquante à quatre-vingts ans. Le roi le plus stable de cette période est Khâsekhemrê Neferhotep Ier, qui règne pendant onze ans. Il conserve le contrôle effectif de la Haute-Égypte, de la Nubie et du Delta, à l'exception peut-être des villes de Xoïs et d'Avaris. Il est même reconnu comme suzerain par le roi de Byblos, indiquant que les premiers rois de la XIIIe dynastie ont conservé une grande partie du pouvoir de la précédente, au moins jusqu'à son règne. Il est remplacé par ses frères Sahathor, puis Khâneferrê Sobekhotep. Par la suite, l'unité du pays se délite à la suite de la proclamation de nouveaux rois dans des villes du delta, à commencer par Xoïs.
Sous la XIIIe dynastie, les villes de Xoïs et d'Avaris commencent à se gouverner elles-mêmes. Les dirigeants de Xoïs sont les rois de la XIVe dynastie, et les dirigeants asiatiques d'Avaris sont les Hyksôs, terme signifiant « chefs des pays étrangers », de la XVe dynastie. Les Hyksôs sont des peuples venus du Proche-Orient et établis dans le delta depuis la XIIe dynastie. Selon Manéthon, cette révolte aurait eu lieu sous le règne de Khâneferrê Sobekhotep, bien qu'il n'existe aucune preuve archéologique. Le règne de Khâneferrê Sobekhotep est suivi par celui, très court, de Khâhoteprê Sobekhotep. Il est lui-même suivi par celui de Ouahibrê Ibiâou, qui aurait duré dix ans, puis de Merneferrê Aÿ Ier, qui aurait duré vingt-trois ans. Si ces règnes sont plus longs que ceux de leurs prédécesseurs, aucun de ces rois ne laisse autant d'attestations que Khâsekhemrê Neferhotep Ier et Khâneferrê Sobekhotep. Malgré cela, ils semblent tous les deux avoir tenu au moins une partie de la Basse-Égypte. Après Merneferrê Aÿ cependant, aucun roi ne laisse son nom sur un objet trouvé en dehors du Sud. Durant la dernière partie de la XIIIe dynastie, les rois du Sud ne règnent que sur la Haute-Égypte. À l'extrême fin de cette dynastie, la Nubie et perdue au profit du royaume de Kerma.

### Synthèse
Certaines régions d'Égypte, en particulier les oasis et le Delta, semblent être restées relativement à l'écart du pouvoir pharaonique, contrairement à la Haute et à la Moyenne-Égypte. Celles-ci sont gouvernées par des élites locales, dont le soutien, en particulier celui des pouvoirs locaux de Moyenne-Égypte, est indispensable au pharaon. C'est vraisemblablement la raison qui a présidé au choix de déplacer la capitale de Thèbes à Itchtaouy, à proximité des villes dirigées par ces élites. De plus, la XIIe dynastie initiée par Amenemhat Ier ne peut se prévaloir d'aucune origine illustre pour asseoir sa légitimité. Pour y remédier, les pharaons adoptent un système de corégence qui évite les crises de succession, le futur souverain commençant à régner du vivant de son prédécesseur. Une cour royale se développe également, au sein de laquelle les souverains développent une culture monarchique par le biais de l'éducation des enfants des gouverneurs des cités égyptiennes. Ces mesures permettent de maintenir le pouvoir royal durant plus de deux siècles. Mais l'équilibre des pouvoirs bascule en faveur des potentats locaux au fur et à mesure de l'affaiblissement financier de la royauté. Cette relative stabilité politique a conduit l'égyptologue britannique Stephen Quirke à considérer le Moyen Empire comme une anomalie historique, entre la fin de l'Ancien Empire et le début du Nouvel Empire.

## Économie du Moyen Empire
Bien que la monarchie contrôle le Nil depuis la première cataracte jusqu'à son embouchure, elle ne parvient pas à contrôler les importants flux commerciaux entre l'Afrique et le Levant via la Nubie, et a donc des difficultés à en tirer profit. En effet, ceux-ci transitent soit par la mer Rouge, soit par les oasis du désert occidental, dont les gouverneurs locaux parviennent à se préserver du pouvoir royal. Ainsi, on retrouve peu de mentions de l'Égypte sur les sites archéologiques des villes commerçantes du Proche-Orient comme Ebla ou Mari. Des villes telles que Tell el-Dab'a regardent de plus en plus vers l'étranger et de moins en moins vers le pouvoir central. Le pharaon tente donc de percevoir des impôts au sein du royaume, mais la faiblesse de son administration l'oblige à s'en remettre aux potentats locaux dont le pouvoir augmente au détriment de celui du pharaon. Malgré une mise en valeur de territoires comme le Fayoum et une réorganisation de l'agriculture, les revenus tirés des récoltes ne sont pas suffisants pour permettre au régime de se maintenir.

## Administration

### Gouvernement central
Lorsque la XIe dynastie réunifie l'Égypte, elle crée une administration centralisée telle qu'il n'en existait plus en Égypte depuis la chute de l'Ancien Empire. Pour ce faire, Montouhotep II nomme des personnages à des postes qui n'étaient plus occupés durant la Première Période intermédiaire, dont le poste de vizir. Le vizir est le ministre en chef du roi, il s'occupe des affaires courantes à la place du roi. Sa tâche est immense, c'est pourquoi elle est souvent divisée en deux positions, un vizir du nord et un vizir du sud. On ne sait pas combien de fois cette division s'est produite pendant le Moyen Empire, mais Sésostris Ier avait clairement deux vizirs qui opéraient simultanément. D'autres postes sont hérités de la forme provinciale de gouvernement à Thèbes utilisée par la XIe dynastie avant la réunification de l'Égypte : le dirigeant des biens scellés devient le trésorier du pays, et le dirigeant de la succession devient l'intendant en chef du roi. Ces trois postes et celui de scribe du document royal, probablement le scribe personnel du roi, semblent être les postes les plus importants du gouvernement, à en juger par le nombre de monuments marqués aux noms de ceux qui les occupent.
En outre, de nombreux postes de l'Ancien Empire, qui avaient perdu leur sens d'origine et étaient devenus de simples postes honorifiques, sont réintégrés dans le gouvernement central. Seuls les hauts fonctionnaires peuvent revendiquer le titre de membre de l'élite, qui avait été appliqué généreusement au cours de la Première Période intermédiaire.
Cette forme fondamentale d'administration s'est maintenue tout au long du Moyen Empire, bien qu'il y ait des preuves d'une réforme majeure du gouvernement central sous Sésostris III. Les documents de son règne indiquent que la Haute et la Basse-Égypte ont été divisées en entrepôts séparés et gouvernés par des administrateurs distincts. Les documents administratifs et les stèles privées indiquent une prolifération de nouveaux titres bureaucratiques à cette époque, qui ont été considérés comme la preuve d'un gouvernement central plus large. La gouvernance de la résidence royale est transférée dans une division distincte du gouvernement. L'armée est placée sous l'autorité d'un général. Cependant, il est possible que ces titres et postes étaient beaucoup plus anciens et qu'ils n'aient tout simplement pas été enregistrés sur les stèles funéraires en raison des conventions religieuses.

### Gouvernements provinciaux
Au cours de l'Ancien Empire, la décentralisation a laissé les provinces égyptiennes, ou nomes, sous le contrôle de familles puissantes qui détenaient le titre héréditaire de grand chef du nome, ou nomarque. Cette position s'est développée au cours des Ve et VIe dynasties, lorsque les pouvoirs des fonctionnaires provinciaux de l'Ancien Empire ont commencé à être exercés par un seul individu. C'est à peu près à cette époque que l'aristocratie provinciale a commencé à construire des tombes pour elle-même, qui ont été prises comme preuve de la richesse et du pouvoir que ces souverains avaient acquis comme nomarques. À la fin de la Première Période intermédiaire, certains nomarques régnaient en tant que potentats mineurs, comme le nomarque Nehry d'Hermopolis, qui datait ses inscriptions de sa propre année de règne.
Lorsque la XIe dynastie est arrivée au pouvoir, il était nécessaire de soumettre le pouvoir des nomarques pour que l'Égypte soit réunifiée sous un gouvernement central. Les premiers pas en ce sens sont accomplis sous Amenemhat Ier. Ce dernier a fait de la ville, et non du nome, le centre de l'administration, et seulement le Haty-a (ou le maire) des plus grandes villes était autorisé à porter le titre de nomarque. Ce titre a été utilisé jusqu'au règne de Sésostris III, de même que les tombes élaborées indiquant leur puissance, après quoi elles ont soudainement disparu. Cela a été interprété de plusieurs façons. Traditionnellement, on a cru que Sésostris III avait pris des mesures pour supprimer les familles de nomarques pendant son règne. Mais d'autres interprétations ont été proposées. Detlef Franke fait valoir que Sésostris II a adopté une politique d'éducation des fils des nomarques dans la capitale et les a nommés à des postes gouvernementaux. De cette façon, de nombreuses familles provinciales ont été privées d'héritiers. De plus, alors que le titre de grand chef du nome disparaissait, d'autres titres distinctifs des nomarques subsistaient. Au cours de la Première Période intermédiaire, les individus détenant le titre de grand chef du nome détenaient aussi souvent le titre de surveillant des prêtres. À la fin du Moyen Empire, il existait des familles qui détenaient les titres de Haty-a et de dirigeant des prêtres de manière héréditaire. Par conséquent, on a fait valoir que les grandes familles nomarques n'ont jamais été soumises, mais simplement absorbées par l'administration pharaonique du pays. S'il est vrai que les grandes tombes représentatives des nomarques disparaissent à la fin de la XIIe dynastie, les grandes tombes royales disparaissent aussi peu après, en raison de l'instabilité générale entourant le déclin du Moyen Empire.

## Agriculture et climat
Tout au long de l'histoire de l'Égypte ancienne, les crues annuelles du Nil ont servi à fertiliser les terres qui l'entouraient. C'était essentiel pour l'agriculture et la production alimentaire. Certains indices ont fait penser que l'effondrement de l'Ancien Empire était dû en partie à de faibles niveaux d'inondation, provoquant la famine. La tendance semble s'être inversée au début du Moyen Empire, avec des niveaux d'eau relativement élevés, d'une moyenne de dix-neuf mètres. Les années de fortes inondations correspondent à la période la plus prospère du Moyen Empire, sous le règne d'Amenemhat III. Cela semble confirmé par des textes de l'époque, comme les Instructions d'Amenemhat, où le roi Amenemhat Ier raconte à son fils comment l'agriculture a prospéré sous son règne.

## Art du Moyen Empire
Après une Première Période intermédiaire agitée, le Moyen Empire marque un retour au calme et ouvre un nouveau chapitre dans l'art égyptien. La pyramide est toujours le lieu des inhumations royales, et on connaît quelques exemples de temples non funéraires. Les modèles gagnent en hauteur et en diversité. Des bijoux trouvés dans une tombe inviolée à Dahchour sont les magnifiques témoins d'une orfèvrerie quasiment disparue.